# جيل بهية
جيل بهية هو لاعب كرة قدم برازيلي في مركز الدفاع، ولد في 27 فبراير 1992 في سالفادور في البرازيل. شارك مع منتخب البرازيل تحت 15 سنة لكرة القدم ومنتخب البرازيل تحت 17 سنة لكرة القدم ومنتخب البرازيل تحت 20 سنة لكرة القدم. أما مع النوادي، فقد لعب مع جامعة كلوج ونادي أولاريا أتلتيكو ونادي باهيا ونادي صبا قم ونادي فاسلوي ونادي كروزيرو.

## وصلات خارجية
- جيل بهية على موقع قاعدة بيانات كرة القدم.إي يو (الإنجليزية)
- جيل بهية على موقع Soccerway.com (الإنجليزية)